# Данець (комуна)
Данець, Данеці (рум. Daneți) — комуна у повіті Долж в Румунії. До складу комуни входять такі села (дані про населення за 2002 рік):
- Брабець (1266 осіб)
- Браніште (794 особи)
- Данець (4419 осіб)
- Локустень (706 осіб)

Комуна розташована на відстані 171 км на захід від Бухареста, 43 км на південний схід від Крайови.

## Населення
За даними перепису населення 2002 року у комуні проживали 7185 осіб.
Національний склад населення комуни:
| Національність | Кількість осіб | Відсоток |
| -------------- | -------------- | -------- |
| румуни         | 7133           | 99,3%    |
| цигани         | 52             | 0,7%     |

Рідною мовою назвали:
| Мова      | Кількість осіб | Відсоток |
| --------- | -------------- | -------- |
| румунська | 7154           | 99,6%    |
| циганська | 31             | 0,4%     |

Склад населення комуни за віросповіданням:
| Релігія            | Кількість осіб | Відсоток |
| ------------------ | -------------- | -------- |
| православні        | 7153           | 99,6%    |
| адвентисти         | 4              | 0,1%     |
| п'ятдесятники      | 2              | < 0,1%   |
| не вказали релігію | 26             | 0,4%     |